# Vitis popenoei
Vitis popenoei är en vinväxtart som beskrevs av Dorothy Irene Fennell. Vitis popenoei ingår i släktet vinsläktet, och familjen vinväxter. Inga underarter finns listade i Catalogue of Life.